# Режан
Режа́н (фр. Réjane, собственно Gabrielle-Charlotte Réju, 6 июня 1856, former 5th arrondissement of Paris, Франция — 14 июня 1920[…], XVI округ Парижа, Франция) — французская актриса. Вместе со своей соперницей, великой Сарой Бернар, считалась ярчайшей звездой французского театра «прекрасной эпохи».

## Биография
Дочь актёра. Драматическому и музыкальному искусству училась в Парижской Консерватории (окончила в 1874).
Выступала в популярных пьесах Сарду. Специализировалась на амплуа субреток. В 1883 имела первый громкий успех после исполнения роли Адриенны де Буастюльбе в пьесе Мельяка и Жиля «Мой товарищ».
Сблизилась с театром французского натурализма («Жермини Ласерте» братьев Гонкур, 1888). Первая французская исполнительница Норы Хельмер в «Кукольном доме» Ибсена (1894).
В 1895 году с триумфом гастролировала в США.
Была моделью многих художников, портрет её, в частности, принадлежит Обри Бёрдсли (1894). На премьере «Жермини Ласерте» Режан впервые увидел Марсель Пруст. Они познакомились и подружились, Пруст был близок и с сыном Режан, Жаком Порелем. Черты актрисы (а также Бернар и Барте) просматриваются в собирательном образе Берма в его романе «В поисках утраченного времени».
В 1906 году приобрела и перестроила Новый театр, который стал носить её имя (сегодня это фр. Théâtre de Paris в 9-м округе столицы) и которым она руководила до 1918 года. (Здесь, помимо прочего, в 1911 году состоялась французская премьера «Синей птицы» Метерлинка).
На склоне лет снималась в кино. Умерла после тяжёлой болезни, похоронена на кладбище Пасси. Среди её потомков — фотограф Жан-Мари Перье и актёр Марк Порель.
Роли в театре
- 1883 — Адриенна де Буастюльбе — «Мой товарищ», по пьесе Анри Мельяка и Филиппа Жиля, Театр Пале-Рояль
- 1888 — Жермини Ласерте — «Жермини Ласерте», по пьесе братьев Гонкур
- 1894 — Нора Хельмер — «Кукольный дом», по пьесе Ибсена
- 1901 — Сабина Ревель — «Бег с факелом»[фр.] (фр. «La course au flambeau»), по пьесе, Поля Эрвьё, Театр «Водевиль»[фр.]

Роли в кино
- 1908 — Британник / Britannicus

## Литература

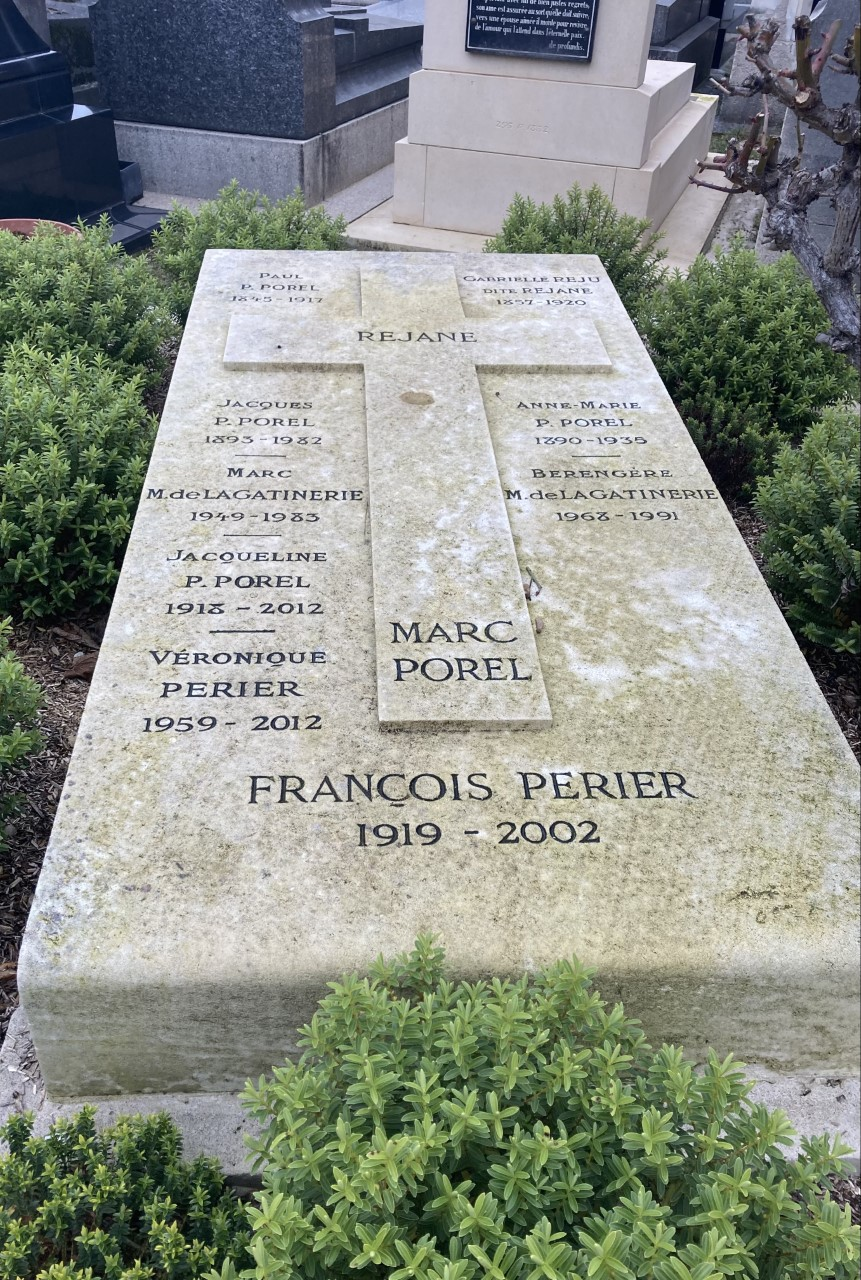
Могила.